# 錢果豐
錢果豐，GBS，CBE，JP（1952年1月26日—），香港私人及公營機構行政人員，港鐵公司第1任董事局非執行主席。

## 生平
錢果豐生於日本東京，籍貫江蘇蘇州，其父錢明年為前中華民國空軍、聖公會牧師及前香港戒毒會總監。錢果豐在1963年畢業於聖士提反書院附屬小學（與袁弓夷為同屆同學），後升讀聖士提反書院。他曾為南順香港集團董事總經理、CDC Corporation（已破產）主席，香港鐵路有限公司（前地鐵有限公司）前任董事局非執行主席，香港上海滙豐銀行有限公司，以及恒生銀行董事長，並曾擔任滙豐控股有限公司、九龍倉集團有限公司（直至2016年1月1日退任），以及英之傑集團董事。
1978年，錢果豐於美國賓夕法尼亞大學取得經濟學博士學位。他於1993年獲委任為太平紳士，並於1994年獲頒授英帝國司令勳章。1999年，他再獲頒授金紫荊星章。
在公職上，錢果豐為廉政公署貪污問題諮詢委員會主席、香港/歐盟經濟合作委員會主席，以及亞太經合組織商業諮詢委員會的香港區成員。他亦是香港工業總會名譽會長及前主席，香港工業科技中心公司及香港/日本經濟合作委員會前主席。1992年至2002年6月期間，錢果豐先後獲委任為前行政局及行政會議成員。
1998年，錢果豐先後出任前香港地下鐵路公司（此公司在2000年私有化後改名為地鐵有限公司）的董事局成員。2003年，他接替蘇澤光，成為地鐵公司董事局主席。2007年8月，他接替離任的邵銘高，出任恒生銀行董事長，於2021年正式退休。

## 爭議
於香港高鐵超支延誤事件上，錢果豐拒絕出席立法會專責委員會聆訊，令委員會對他表示失望。

## 外部連結
- MTR Corporation - 董事局成員 （页面存档备份，存于）

| 商界職務        | 商界職務                                                 | 商界職務            |
| --------------- | -------------------------------------------------------- | ------------------- |
| 前任： 邵銘高   | 恒生銀行董事長 2007年8月6日－2021年5月26日               | 繼任： 利蘊蓮       |
| 新頭銜 兩鐵合併 | 香港鐵路有限公司董事局主席 2007年12月2日－2015年12月31日 | 繼任： 馬時亨       |
| 前任： 蘇澤光   | 香港地鐵有限公司董事局主席 2003年7月21日－2007年12月1日  | 更名 原因：兩鐵合併 |